# Ход-эш-Шарки
Ход-эш-Шарки (араб. الحوض الشرقي‎, фр. Hodh Ech Chargui) — область в Мавритании.
- Административный центр — город Нема.
- Площадь — 182 700 км², население — 275 288 человек (2000 год).

## География
На юго-западе граничит с областью Ход-эль-Гарби, на западе с областью Такант, на северо-западе с областью Адрар, на востоке и юге с Мали.

## Административно-территориальное деление
Область делится на 6 департаментов:
- Амурж (Amourj)
- Бассикуну (Bassikounou)
- Джигени (Djigueni)
- Нема
- Уалата (Oualata)
- Тимбедра (Timbedra)